# Maoridrilus modestus
Maoridrilus modestus är en ringmaskart som beskrevs av Wilhelm Michaelsen 1910. Maoridrilus modestus ingår i släktet Maoridrilus och familjen Acanthodrilidae. Inga underarter finns listade i Catalogue of Life.